# Веннам, Джотхи Суреха
Джотхи Суреха Веннам (в.-пандж. ਜੋਤੀ ਸੁਰੇਖਾ ਵੇਨਮ; род. 3 июля 1996, Виджаявада, Андхра-Прадеш) — индийская лучница, выступающая в соревнованиях по стрельбе из блочного лука. Чемпионка мира.

## Биография
Джотхи родилась в Хайдарабаде 3 июля 1996 года в семье Веннама Сурендры Кумара и Шри Дурги. Ее отец — бывший игрок в кабадди, а теперь ветеринарный врач в Виджаяваде, мать — домохозяйка. Джотхи закончила школу и получила среднее образование в Институте Наланды. В возрасте 4 лет она была внесена в Книгу рекордов Лимчи после трехкратного пересечения реки Кришна (5 км) за 3 часа 20 минут и 6 секунд.

## Карьера
В 13 лет она выиграла золотую медаль на Гран-при Мексики. На этом же турнире она выиграла бронзу (20 м) и три серебра (50 м и 40 м).
В 2011 году она выиграла две бронзовые медали на чемпионате Азии по стрельбе из лука 2011 года.
На чемпионате Азии по стрельбе из лука 2015 выиграла золото в личном первенстве.
На чемпионате мира 2019 года в Хертогенбосе в составе сборной Индии вместе с Мускан Кирар и Радж Каур завоевала бронзовую медаль. В матче за бронзовые медали была обыграна сборная Турции со счетом 229:226, при этом в начальной стадии поединка индийские лучницы уступали. В личном первенстве Джотхи также дошла до розыгрыша медалей. В бронзовом матче индианка победила турчанку Есим Боштан и завоевала вторую бронзовую медаль.
На чемпионате мира 2021 года в Янктоне индийская лучница завоевала три серебряных медали — в командном первенстве, миксте и индивидуальном турнире.
В Берлине на чемпионате мира 2023 года завоевала золото в составе команды вместе с Адити Гопичанд Свами и Парнит Каур. Индийские лучницы победили в финале мексиканок. Джотхи Суреха Веннам также стала бронзовым призёров в индивидуальном первенстве.

## Награды
В 2017 году главный министр Нара Чандрабабу Найду вручил ей денежную премию и жилищным участок площадью 500 квадратных ярдов в Виджаяваде после того, как она была награждена премией Арджуна за свои достижения в стрельбе из лука.